# ヨハンナ・ラーション
ヨハンナ・ラーション（Johanna Larsson, 1988年8月17日 - ）は、スウェーデン・ボルデン出身の女子プロテニス選手。WTAツアーでシングルス2勝、ダブルス14勝を挙げた。自己最高ランキングはシングルス45位、ダブルス20位。身長174cm、体重66kg。右利き、バックハンド・ストロークは両手打ち。

## 来歴
5歳でテニスを始め、2006年にプロに転向。
4大大会では2010年全仏オープンで初出場した。シングルスでは2014年全仏オープン、2014年全米オープン、2016年全米オープンの3回戦進出が最高成績である。
2015年7月の地元のボースタード大会の決勝でモナ・バルテルを 6–3, 7–6(2) で破りWTAシングルスツアー初優勝を果たした。
2016年8月のリオ五輪で初めてのオリンピックに出場したが、シングルス1回戦でフランスのアリーゼ・コルネに 1-6, 6-2, 3-6 で敗れ初戦で敗退した。
ダブルスではオランダのキキ・ベルテンスとのペアでWTAツアー9勝を挙げた。4大大会でも2015年全豪オープンと2016年全仏オープンでベスト8に進出している。2017年のWTAファイナルにも出場し決勝でティメア・バボシュ＆アンドレア・フラバーチコバ組に 6–4, 4–6, [5–10] で敗れ準優勝した。
2019年全仏オープンではキルステン・フリプケンスと組んだ女子ダブルスで自己最高のベスト4に進出した。
ラーションは2020年2月、31歳で現役引退を発表した。
ラーションは2017年9月レズビアンであることをカミングアウトしている。

## WTAツアー決勝進出結果

### シングルス: 5回 (2勝3敗)
| 大会グレード                  |
| ----------------------------- |
| グランドスラム (0–0)          |
| WTAファイナルズ (0–0)         |
| プレミア・マンダトリー (0–0)  |
| プレミア5 (0-0)               |
| WTAエリート・トロフィー (0-0) |
| プレミア (0–0)                |
| インターナショナル (2–3)      |

| 結果   | No. | 決勝日        | 大会           | サーフェス | 対戦相手               | スコア      |
| ------ | --- | ------------- | -------------- | ---------- | ---------------------- | ----------- |
| 準優勝 | 1.  | 2010年7月25日 | ポルトロス     | ハード     | アンナ・チャクベタゼ   | 1–6, 2–6    |
| 準優勝 | 2.  | 2011年7月9日  | ボースタード   | クレー     | ポロナ・ヘルツォグ     | 4–6, 5–7    |
| 準優勝 | 3.  | 2013年7月21日 | ボースタード   | クレー     | セリーナ・ウィリアムズ | 4–6, 1–6    |
| 優勝   | 1.  | 2015年7月19日 | ボースタード   | クレー     | モナ・バルテル         | 6–3, 7–6(2) |
| 優勝   | 2.  | 2018年5月26日 | ニュルンベルク | クレー     | アリソン・リスク       | 7–6(4), 6–4 |

### ダブルス: 23回 (14勝9敗)
| 大会グレード                  |
| ----------------------------- |
| グランドスラム (0–0)          |
| WTAファイナルズ (0–1)         |
| プレミア・マンダトリー (0–0)  |
| プレミア5 (0-0)               |
| WTAエリート・トロフィー (0-0) |
| プレミア (0–0)                |
| インターナショナル (14-8)     |

| 結果   | No. | 決勝日         | 大会             | サーフェス    | パートナー               | 対戦相手                                                      | スコア              |
| ------ | --- | -------------- | ---------------- | ------------- | ------------------------ | ------------------------------------------------------------- | ------------------- |
| 優勝   | 1.  | 2010年9月19日  | ケベックシティ   | ハード (室内) | ソフィア・アルビドソン   | ベサニー・マテック＝サンズ バルボラ・ザフラボバ・ストリコバ   | 6–1, 2–6, [10–6]    |
| 優勝   | 2.  | 2011年6月12日  | コペンハーゲン   | ハード (室内) | ジャスミン・ヴェール     | クリスティナ・ムラデノビッチ カタジナ・ピーター               | 6–3, 6–3            |
| 準優勝 | 1.  | 2013年2月23日  | メンフィス       | ハード (室内) | ソフィア・アルビドソン   | クリスティナ・ムラデノビッチ ガリナ・ボスコボワ               | 6–7(5–7), 3–6       |
| 準優勝 | 2.  | 2014年2月22日  | リオデジャネイロ | クレー        | シャネル・シェパーズ     | イリーナ＝カメリア・ベグ マリア・イリゴエン                   | 2-6, 0-6            |
| 優勝   | 3.  | 2015年1月17日  | ホバート         | ハード        | キキ・ベルテンス         | ビタリア・ディアチェンコ モニカ・ニクレスク                   | 7–5, 6–3            |
| 優勝   | 4.  | 2015年7月19日  | ボースタード     | クレー        | キキ・ベルテンス         | タチアナ・マリア オリガ・サブチュク                           | 7–5, 6–4            |
| 準優勝 | 3.  | 2015年9月27日  | ソウル           | ハード        | キキ・ベルテンス         | ララ・アルアバレナ アンドレヤ・クレパーチ                     | 6–2, 3–6, [6–10]    |
| 準優勝 | 4.  | 2016年2月27日  | アカプルコ       | ハード        | キキ・ベルテンス         | アナベル・メディナ・ガリゲス アランチャ・パラ・サントンハ     | 0–6, 4–6            |
| 優勝   | 5.  | 2016年5月21日  | ニュルンベルク   | クレー        | キキ・ベルテンス         | 青山修子 レナタ・ボラコバ                                     | 6–3, 6–4            |
| 優勝   | 6.  | 2016年9月25日  | ソウル           | ハード        | キルステン・フリプケンス | 大前綾希子 ピアンターレ・プリプエチ                           | 6–2, 6–3            |
| 優勝   | 7.  | 2016年10月16日 | リンツ           | ハード (室内) | キキ・ベルテンス         | アンナ＝レナ・グローネフェルト クベタ・ペシュケ               | 4–6, 6–2, [10–7]    |
| 優勝   | 8.  | 2016年10月22日 | ルクセンブルク   | ハード (室内) | キキ・ベルテンス         | モニカ・ニクレスク パトリシア・マリア・ティグ                 | 4–6, 7–5, [11–9]    |
| 優勝   | 9.  | 2017年1月7日   | オークランド     | ハード        | キキ・ベルテンス         | デミ・シュース レナタ・ボラコバ                               | 6–2, 6–2            |
| 準優勝 | 5.  | 2017年5月27日  | ニュルンベルク   | クレー        | キルステン・フリプケンス | ニコール・メリヒャル アナ・スミス                             | 6–3, 3–6, [9–11]    |
| 優勝   | 10. | 2017年7月23日  | グシュタード     | クレー        | キキ・ベルテンス         | ビクトリヤ・ゴルビッチ ニナ・ストヤノビッチ                   | 7–6(4), 4–6, [10–7] |
| 優勝   | 11. | 2017年9月24日  | ソウル           | ハード        | キキ・ベルテンス         | ルクシカ・クムクム ペアングタルン・プリプエチ                 | 6–4, 6–1            |
| 優勝   | 12. | 2017年10月16日 | リンツ           | ハード (室内) | キキ・ベルテンス         | ナテラ・ザラミズ クセーニャ・クノル                           | 3–6, 6–3, [10–4]    |
| 準優勝 | 6.  | 2017年10月29日 | シンガポール     | ハード (室内) | キキ・ベルテンス         | ティメア・バボシュ アンドレア・フラバーチコバ                 | 6–4, 4–6, [5–10]    |
| 準優勝 | 7.  | 2018年2月25日  | ブダペスト       | ハード (室内) | キルステン・フリプケンス | ヒオヒーナ・ガルシア・ペレス ファンニ・シュトッラル           | 6–4, 4–6, [3–10]    |
| 準優勝 | 8.  | 2018年5月26日  | ニュルンベルク   | クレー        | キルステン・フリプケンス | デミ・シュールス カタリナ・スレボトニク                       | 6–3, 3–6, [7–10]    |
| 優勝   | 13. | 2018年10月14日 | リンツ           | ハード (室内) | キルステン・フリプケンス | ラケル・アタウォ アンナ＝レナ・グローネフェルト               | 4–6, 6–4, [10–5]    |
| 準優勝 | 9.  | 2019年1月12日  | ホバート         | ハード        | キルステン・フリプケンス | 詹皓晴 ラティシア・チャン                                     | 3–6, 6–3, [6–10]    |
| 優勝   | 14. | 2019年6月23日  | マヨルカ         | 芝            | キルステン・フリプケンス | マリア・ホセ・マルティネス・サンチェス サラ・ソリベス・トリモ | 6–2, 6–4            |

## 4大大会シングルス成績
略語の説明
| W | F | SF | QF | #R | RR | Q# | LQ | A | Z# | PO | G | S | B | NMS | P | NH |

W=優勝, F=準優勝, SF=ベスト4, QF=ベスト8, #R=#回戦敗退, RR=ラウンドロビン敗退, Q#=予選#回戦敗退, LQ=予選敗退, A=大会不参加, Z#=デビスカップ/BJKカップ地域ゾーン, PO=デビスカップ/BJKカッププレーオフ, G=オリンピック金メダル, S=オリンピック銀メダル, B=オリンピック銅メダル, NMS=マスターズシリーズから降格, P=開催延期, NH=開催なし.
| 大会           | 2008 | 2009 | 2010 | 2011 | 2012 | 2013 | 2014 | 2015 | 2016 | 2017 | 2018 | 2019 | 2020 | 通算成績 |
| -------------- | ---- | ---- | ---- | ---- | ---- | ---- | ---- | ---- | ---- | ---- | ---- | ---- | ---- | -------- |
| 全豪オープン   | A    | LQ   | A    | 1R   | 1R   | 1R   | 1R   | 2R   | 2R   | A    | 1R   | 2R   | 1R   | 3–9      |
| 全仏オープン   | LQ   | A    | 2R   | 2R   | 1R   | 2R   | 3R   | 1R   | 2R   | 2R   | 1R   | 2R   | A    | 8–10     |
| ウィンブルドン | LQ   | A    | LQ   | 1R   | 1R   | 1R   | 1R   | 1R   | 1R   | 1R   | 1R   | LQ   | NH   | 0–8      |
| 全米オープン   | LQ   | A    | 1R   | 1R   | 1R   | 1R   | 3R   | 1R   | 3R   | 1R   | 2R   | 1R   | A    | 5–10     |